# Oswaldo Ramírez
Oswaldo Felipe Ramírez Salcedo est un footballeur péruvien, né le 28 mars 1947 à Lima, qui évoluait au poste d'attaquant.

## Biographie

### Carrière en club
Oswaldo Ramírez est l'un des attaquants les plus importants de la génération dorée du football péruvien des années 1970. Avec 195 buts marqués au sein du Sport Boys, Universitario de Deportes et Sporting Cristal, il a détenu, pendant près de trente ans, le record du meilleur buteur du championnat du Pérou, jusqu'à ce que Sergio Ibarra ne dépasse sa marque en 2008. 
En Copa Libertadores, il inscrit 25 buts en 50 matchs disputés. Il fait partie de l'équipe de l'Universitario de Deportes qui échoue en finale en 1972. Lors de cette édition, il finit meilleur buteur, performance qu'il rééditera trois ans plus tard (voir palmarès).

### Carrière en équipe nationale
International péruvien à 57 reprises entre 1969 et 1982, il marque 17 buts, ce qui le place au 9e rang des meilleurs buteurs de la Blanquirroja. Il se fait remarquer lors des éliminatoires de la Coupe du monde 1970 en marquant deux buts face à l'Argentine à La Bombonera, synonymes de qualification au Mondial mexicain pour les Péruviens au détriment de l'Albiceleste. Lors du Mondial, en revanche, il perd sa place de titulaire et y joue très peu.
Cinq ans plus tard, il fait partie de l'équipe vainqueur de la Copa América 1975, avec un plus grand protagonisme cette fois-ci puisqu'il y marque trois buts, dont un lors de la finale-retour contre la Colombie.

#### Buts en sélection
| Buts en sélection d'Oswaldo Ramírez | Buts en sélection d'Oswaldo Ramírez | Buts en sélection d'Oswaldo Ramírez     | Buts en sélection d'Oswaldo Ramírez | Buts en sélection d'Oswaldo Ramírez | Buts en sélection d'Oswaldo Ramírez | Buts en sélection d'Oswaldo Ramírez |
|                                     | Date                                | Lieu                                    | Adversaire                          | Score                               | Résultat                            | Compétition                         |
| ----------------------------------- | ----------------------------------- | --------------------------------------- | ----------------------------------- | ----------------------------------- | ----------------------------------- | ----------------------------------- |
| 1.                                  | 9 mai 1969                          | Bogota (Colombie)                       | Colombie                            | 1-1                                 | 1-3                                 | Amical                              |
| 2.                                  | 14 mai 1969                         | San Salvador (Salvador)                 | Salvador                            | 1-2                                 | 1-4                                 | Amical                              |
| 3.                                  | 14 mai 1969                         | San Salvador (Salvador)                 | Salvador                            | 1-4                                 | 1-4                                 | Amical                              |
| 4.                                  | 31 août 1969                        | La Bombonera, Buenos Aires (Argentine)  | Argentine                           | 0-1                                 | 2-2                                 | QCM 1970                            |
| 5.                                  | 31 août 1969                        | La Bombonera, Buenos Aires (Argentine)  | Argentine                           | 0-2                                 | 2-2                                 | QCM 1970                            |
| 6.                                  | 18 juin 1972                        | Vivaldão, Manaus (Brésil)               | Venezuela                           | 1-0                                 | 1-0                                 | Coupe de l'Indépendance             |
| 7.                                  | 25 juin 1972                        | Vivaldão, Manaus (Brésil)               | Yougoslavie                         | 1-1                                 | 1-2                                 | Coupe de l'Indépendance             |
| 8.                                  | 23 avril 1973                       | Lima (Pérou)                            | Panama                              | 3-0                                 | 4-0                                 | Amical                              |
| 9.                                  | 1er juillet 1973                    | Estadio Nacional, Lima (Pérou)          | Colombie                            | 3-0                                 | 3-1                                 | Amical                              |
| 10.                                 | 10 juillet 1975                     | Lima (Pérou)                            | Paraguay                            | 1-0                                 | 2-0                                 | Amical                              |
| 11.                                 | 10 juillet 1975                     | Lima (Pérou)                            | Paraguay                            | 2-0                                 | 2-0                                 | Amical                              |
| 12.                                 | 27 juillet 1975                     | Estadio Jesús Bermúdez, Oruro (Bolivie) | Bolivie                             | 0-1                                 | 0-1                                 | CA 1975                             |
| 13.                                 | 7 août 1975                         | Estadio Nacional, Lima (Pérou)          | Bolivie                             | 1-0                                 | 3-1                                 | CA 1975                             |
| 14.                                 | 26 mars 1975                        | Estadio Nacional, Lima (Pérou)          | Colombie                            | 2-0                                 | 2-0                                 | CA 1975                             |
| 15.                                 | 17 mai 1977                         | Stade Azteca, Mexico (Mexique)          | Mexique                             | 1-1                                 | 1-1                                 | Amical                              |
| 16.                                 | 29 mai 1977                         | Port-au-Prince (Haïti)                  | Haïti                               | 2-2                                 | 2-2                                 | Amical                              |
| 17.                                 | 1er avril 1978                      | Estadio Nacional, Lima (Pérou)          | Bulgarie                            | 1-1                                 | 1-1                                 | Amical                              |

### Carrière de dirigeant
Retiré des terrains de jeu, Oswaldo Ramírez entame une carrière de dirigeant qui le voit devenir président de la Fédération péruvienne de football, poste qu'il exerce de 1985 à 1986.

## Palmarès

### En club

#### Au Pérou
Oswaldo Ramírez remporte quatre fois le championnat du Pérou :
- Avec l'Universitario de Deportes, en 1971 et 1974.
- Avec le Sporting Cristal, en 1979 et 1980.

#### À l'étranger
- Avec l'Atlético Español du Mexique, il a l'occasion de gagner la Coupe des champions de la CONCACAF en 1975.
- Avec le Deportivo Galicia, il remporte la Coupe du Venezuela en 1981.

### En équipe nationale
Il est vainqueur de la Copa América 1975 avec le Pérou.

### Distinctions individuelles
Il est deux fois meilleur réalisateur du championnat du Pérou, en 1968 (26 buts) et 1980 (18 buts). 
Au niveau international, il est également sacré deux fois meilleur buteur de la Copa Libertadores : en 1972 (6 buts, record partagé avec le Brésilien Toninho Guerreiro et ses compatriotes Teófilo Cubillas et Percy Rojas) et 1975 (8 buts, record partagé avec l'Uruguayen Fernando Morena).